# Schule des Hörens

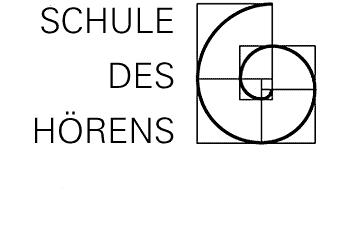
Logo der Schule des Hörens

Das Projekt Schule des Hörens wurde 1993 in der Kunst- und Ausstellungshalle der Bundesrepublik Deutschland in Bonn erstmals präsentiert und war von Karl Karst zunächst als Sendereihe für den Hörfunk konzipiert worden. Die Resonanz in der Öffentlichkeit führte Ende 1996 zur Gründung des gemeinnützigen Projektkreises Schule des Hörens e.V. mit 60 Gründungsmitgliedern aus Deutschland, Österreich und der Schweiz.
Ziel der Schule des Hörens ist es, die Kunst- und Kulturform des (Zu)Hörens und die Notwendigkeit des Hören-Lernens in das öffentliche Bewusstsein zu heben. Die Schule des Hörens veranstaltet Seminare, organisiert Vorträge, konzipiert Schulungen, entwickelt zielgruppenspezifische Bildungsmaterialien, plant und organisiert öffentliche Kultur- und Bildungsveranstaltungen in Verbindung mit Landes- und Bundeseinrichtungen sowie mit öffentlichen Trägern. Die Schule des Hörens hat maßgeblich an der Gründung des bundesweiten Dachverbandes Initiative Hören e.V. mitgewirkt.